# Svištov
Svištov (in bulgaro Свищов?) è un comune bulgaro di 43 606 abitanti (dati 2009) situato nella regione di Veliko Tărnovo, nella pianura danubiana, sulla riva destra del fiume, nel centro- nord del paese. La sede comunale è nella località omonima.

## Località
Il comune è formato dall'insieme delle seguenti località:
- Svištov (sede comunale)
- Alekovo
- Aleksandrovo
- Bălgarsko Slivovo
- Vardim
- Carevec
- Červena
- Gorna Studena
- Deljanovci
- Dragomirovo
- Kozlovec
- Hadžidimitrovo
- Morava
- Ovča Mogila
- Oreš
- Sovata

## Amministrazione

### Gemellaggi
- Dębica